# Rundfunk-Tanzorchester Leipzig
Le Rundfunk-Tanzorchester Leipzig (ou Orchestre de danse de la radio de Leipzig) est un orchestre de la Rundfunk der DDR.

## Histoire
L'orchestre est fondée en 1947 sous le nom de Tanzorchester des Senders Leipzig. Il donne son premier concert le 3 janvier 1948 lors d'une émission de Rundfunk Leipzig sous la direction de Kurt Henkels. Après une apparition publique de la grande formation à la pentecôte 1948 au Friedrichstadt-Palast à Berlin, il obtient un contrat d'enregistrement. En juillet 1948, il enregistre son premier disque de six titres pour le label Amiga.
Parmi les musiciens présents à la fondation, il y a Rolf Kühn (clarinette, saxophone), Walter Eichenberg (trompette), Günter Oppenheimer (piano), Fips Fleischer (batterie) ; Horst Fischer (Horst Fischer (trompette) et Werner Baumgart (saxophone ténor) seront aussi membres de l'orchestre. En 1951, il fait sa première tournée internationale. Grâce à son interprétation de Cherokee dans un arrangement de Werner Baumgart dans le style du progressive jazz, la formation prend la troisième place derrière Duke Ellington et Count Basie dans un classement d'un magazine français des disques de jazz de l'année.
Après le départ Kurt Henkels, la direction revient à Gerhard Kneifel. En 1961, Walter Eichenberg est le nouveau chef. Eberhard Weise lui succède en 1989. En 1973, Harry Nicolai est le nouveau producteur de l'orchestre.
L'orchestre est dissous en 1992.

## Source de la traduction
- (de) Cet article est partiellement ou en totalité issu de l’article de Wikipédia en allemand intitulé « Rundfunk-Tanzorchester Leipzig » (voir la liste des auteurs).